# Henry Constable
Henry Constable (1562-9 de octubre de 1613) fue un poeta inglés, conocido sobre todo por Diana, una de las primeras secuencias de sonetos en inglés. En 1591 se convirtió al  catolicismo y vivió exiliado en el continente durante unos años. Volvió a Inglaterra con la ascensión del rey Jacobo, pero acabó prisionero en la Torre de Londres y en la prisión Fleet. Murió exiliado en Lieja en 1613

## Familia
Henry Constable, nacido en Newark-on-Trent en 1562, fue el único hijo de Sir Robert Constable (fallecido el 12 de noviembre de 1591) y Christiana Dabridgecourt, viuda de Anthony Forster e hija de John Dabridgecourt de Langdon Hall, Warwickshire. Sus abuelos paternos fueron Sir Robert Constable (nacido antes de 1495 - 29 de octubre de 1558) y Katherine Manners, hija a su vez de George Manners, XII barón de Ros, y hermana de Thomas Manners, I conde de Rutland. Según Sullivan, las relaciones que Robert Constable adquirió gracias a su matrimonio «le abrieron una carrera de cargos militares y públicos». Constable sirvió con Thomas Radclyffe, III conde de Sussex, en el levantamiento del Norte de 1569, que lo nombró caballero en Berwick. Fue mariscal de Berwick de 1576 a 1578, y después teniente general de artillería antes de agosto de 1588.

## Carrera
Henry Constable se matriculó como estudiante (fellow commoner) en el Saint John's College de Cambridge en Pascua de 1578, y obtuvo la diplomatura el 29 de enero de 1580. En Cambridge coincidió con Robert Devereux, II conde de Essex. Estuvo inscrito en el Lincoln's Inn, pero no hay ningún registro de sus estudios de derecho. El 12 de septiembre de ese año, Constable estaba en Escocia, y después fue enviado a París a recomendación de Sir Francis Walsingham, amigo de su padre, para servir con el embajador inglés, Edward Stafford, entre el 14 de diciembre de 1583 y abril de 1585. En mayo de ese año se hallaba en Heidelberg, y podría haber viajado a Polonia. Durante este periodo, según Sullivan, Constable ejerció de portavoz de la causa protestante.
Constable estuvo probablemente en la corte inglesa de 1588 y 1589, donde se sabe que asistió al funeral de su pariente John Manners, IV conde of Rutland, en marzo de 1588, y estuvo en contacto con Arabella Estuardo en 1589. Durante este periodo, existe información de que fuera uno de los favoritos de la reina Isabel I.
En 1589 lo enviaron a Edimburgo para asistir a la boda del rey Jacobo I, y en esa época era miembro del círculo de Robert Devereux, II conde de Essex. Sus convicciones religiosas aparentan ser aún protestantes, y es por entonces que se le atribuye la escritura del panfleto anónimo Examen pacifique de la doctrine des Huguenots, publicado en septiembre de 1589, en el que, según Sullivan, se expresa como un católico y pide a sus compatriotas que apoyen a Enrique IV de Francia, que acaba de ser coronado rey.
En 1591, Constable se desplazó a Normandía con las fuerzas inglesas al mando de Essex, que puso sitio a Rouen. En algún momento entre su llegada a Francia y la muerte de su padre el 12 de noviembre de 1591, Constable abrazó abiertamente el catolicismo. Enrique IV le concedió una pequeña pensión. Durante la siguiente década vivió principalmente en París, pero viajó a Roma en 1595. El 3 de octubre de 1596 estuvo en Rouen, estancia de la que Gilbert Talbot, VII conde de Shrewsbury, escribió a Sir Robert Cecil, «Está aquí el Sr. H. Constable, quien, a fin de evitar que se entrometa en mi compañía, deseo que el Sr. Edmunds le haga saber que debe abstenerse de venir, escribir o enviarme recado, como hasta ahora ha hecho». En este periodo también visitó Amberes y Bruselas. Hasta 1597 mantuvo sus conexiones con el círculo de Essex, escribía al propio Essex y a Anthony Bacon. Siguió declarando su lealtad a la reina Isabel y apoyó las pretensiones del rey Jacobo al trono de Inglaterra por encima de la infanta española Isabel Clara Eugenia, hija de Felipe II de España. El 1 de marzo de 1599, Constable llegó a Leith, en Escocia, y consiguió entrevistarse con el rey Jacobo, permaneciendo hasta septiembre «cazando y conversando sobre poesía y divinidad» con el rey. En 1600 volvió a viajar a Roma para pedir la aprobación del papa Clemente VIII a otra visita del rey Jacobo.
Tras la ascensión de Jacobo, Constable albergó la esperanza de volver a Inglaterra, y escribió pidiendo apoyo primero a varios amigos escoceses, y el 11 de junio de 1603 a su pariente Roger Manners, V conde de Rutland y a Sir Robert Cecil. En diciembre de ese año estaba de vuelta en la corte, y el 8 de febrero de 1604 se le concedió una cédula por la que entraba en posesión de las tierras de su herencia. No obstante, su insistencia en intentar influenciar al rey James para obtener su tolerancia de los católicos provocó su encarcelamiento en la Torre de Londres, donde estuvo recluido del 14 de abril al 9 de julio de 1604. Después fue colocado bajo arresto domiciliario y se le confiscó su herencia. El 11 de febrero de 1608 estaba recluido en la prisión Fleet cuando John Chamberlain lo menciona en una carta a Dudley Carleton, I vizconde de Dorchester, y fue encarcelado al menos en otra ocasión. En julio de 1610 se le concedió licencia para abandonar Inglaterra y volvió a París. El 27 de noviembre de 6011, John Chamberlain comenta los rumores de su muerte a Sir Dudley Carleton: «Sir William Bowes ha fallecido, y hemos oído que Harry Constable ha corrido la misma suerte en Francia». Poco más se sabe de sus actividades, aparte de su presencia en un debate teológico el 4 de septiembrenden1612. En 1613, su amigo el cardenal Duperron lo envió a Lieja (Bélgica con la misión de convertir al teólogo protestante inglés Benjamin Carier.  Constable murió en Lieja el 9 de octubre de 1613.

## Obra literaria
En 1592, Richard Smith publicó en Londres «Diana», una secuencia de 23 sonetos escritos por Constable, una de las primeras secuencias de sonetos en inglés. En 1594 hubo una segunda edición, que contiene cinco sonetos inéditos de Constable y nuevos poemas de Philip Sidney y otros poetas. Sullivan considera que la publicación de 1594 fue una iniciativa de Richard Smith. La obra tuvo otras dos ediciones, en 1597 y 1604. Cuatro poemas de Constable aparecen en Englands Helicon de 1600, entre ellos La canción de Damelus a su Diaphenia y Venus y Adonis. Según Hazlitt, «En todo el círculo de la poesía isabelina, es difícil encontrar una muestra más bella de la temprana poesía lírica inglesa que La canción pastoral de Venus y Adonis».
El manuscrito Todd contiene más sonetos de amor de Constable, y la colección Harley (vol. MS 7553) contiene diecisiete «sonetos espirituales en honor de Dios: y sus santos».
El verso de Constable se caracteriza por su fervor y la riqueza de su color. De los numerosos sonetos que escribió el n° 28 de la secuencia «Diana» y el cuarto anterior a Defensa de la poesía de Philip Sidney contienen su mejor trabajo. En La presencia de mi dama hace rojas las rosas consigue capturar el encanto de Spenser. El esquema de su rima es una mezcla de rima italiana e inglesa, como en el caso de Sidney, siendo italianas las octavas e ingleses los sextetos
Constable fue un poeta muy reputado en su época. En la obra de teatro anónima de la era isabelina Retorno del Parnaso, Iudicio juzga favorablemente la obra de Constable. Ben Jonson también rindió homenaje al verso de Constable en Underwood.
Se sabe que Constable escribió también dos folletos teológicos en 1596 y 1597, actualmente desaparecidos. También respondió a la publicación del libro Una conferencia sobre la próxima sucesión, generalmente atribuido a Robert Persons. El Discoverye of a Counterfecte Conference … for Thadvancement of a Counterfecte Tytle de Constable, que apoyaba las pretensiones del rey Jacobo al trono de Inglaterra, se imprimió en 1600 en París, aunque en el propio libro se afirma falsamente que ha sido impreso en Colonia.

## Otras lecturas (en inglés)
- Ceri Sullivan, "The Physiology of Penance in 1590s Weeping Texts," Cahiers Élisabéthains 57 (2000), pp. 31–48, examines Constable's religious verse.